# Nishat Bagh

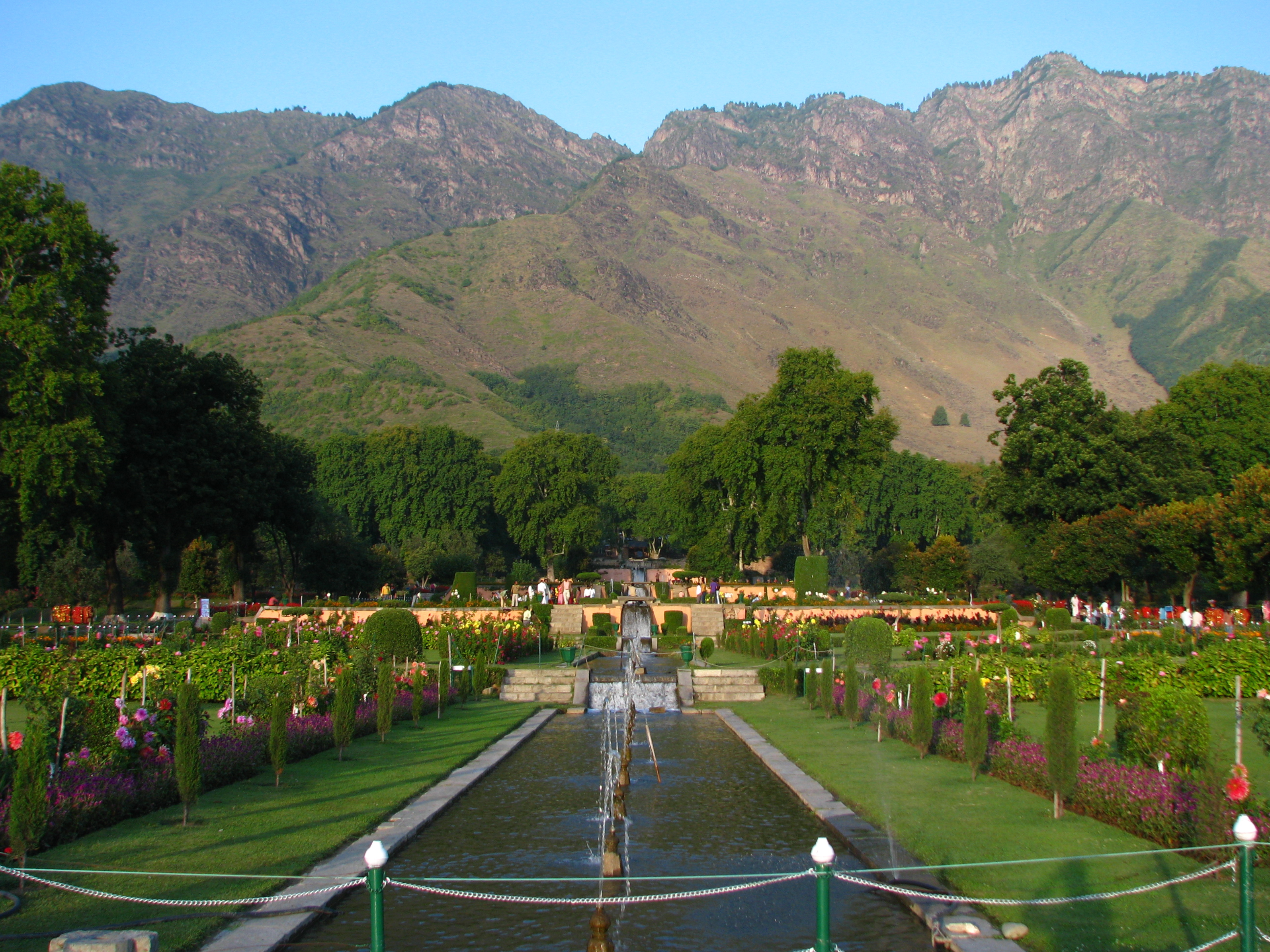
Nishat Bagh

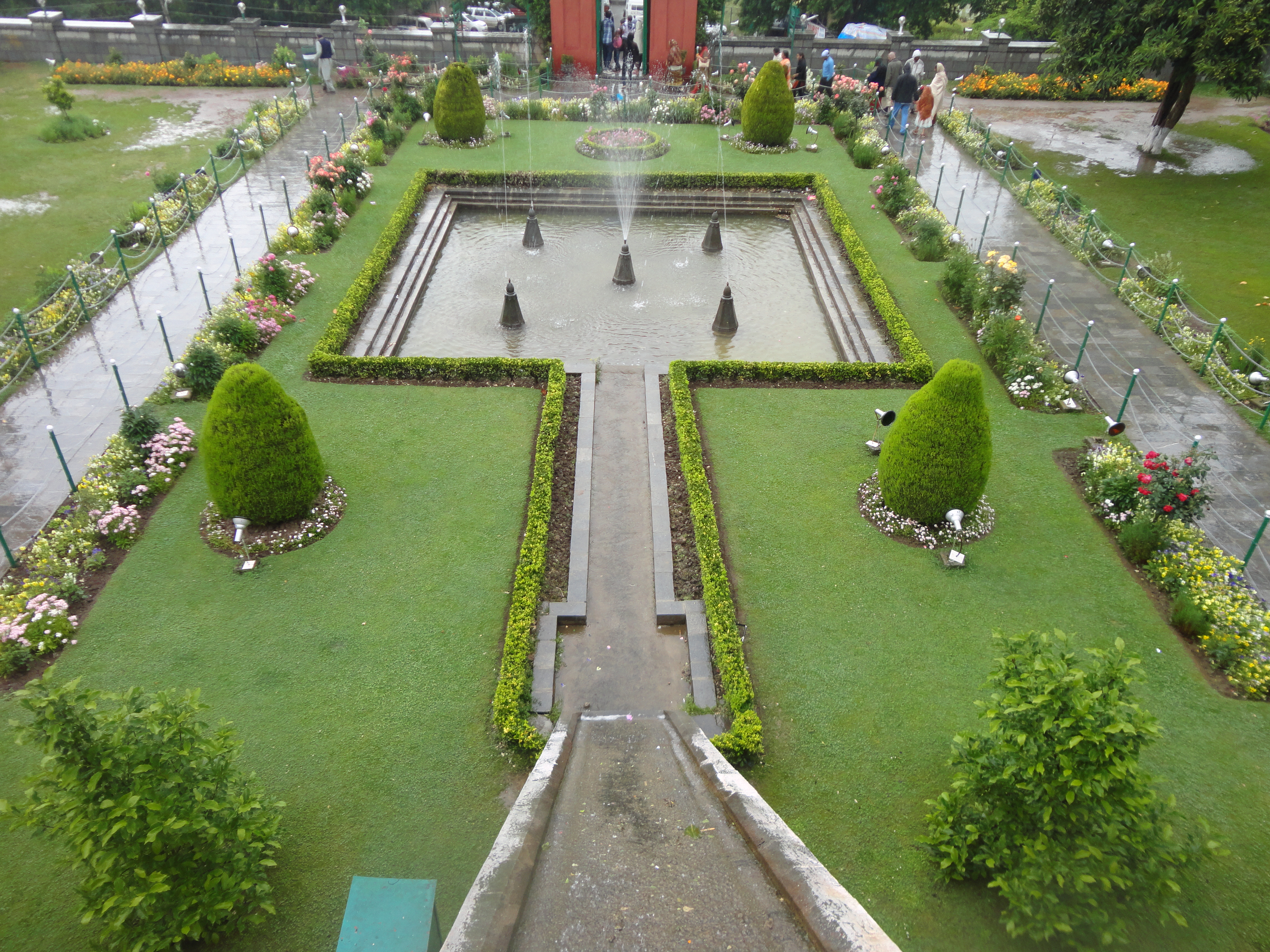
Nishat Bagh – Mogulgarten

Nishat Bagh (Urdu: نشاط باغ) ist ein terrassenförmig angelegter Mogulgarten am östlichen Ufer des Dal-Sees in der Nähe von Srinagar im Unionsterritorium von Jammu und Kaschmir, Indien. Er ist der zweitgrößte Mogulgarten im Kaschmirtal. Nishat Bagh ist Urdu und bedeutet „Garten der Freude“, „Garten des Frohsinns“ und „Garten der Wonne“.

## Geschichte
Der Nishat Bagh liegt am Ufer des Dal-Sees mit dem Zabarwan-Gebirge im Hintergrund und mit Blick auf den See und das Pir-Panjal-Gebirge. Der Bagh wurde 1633 von Asif Khan, dem älteren Bruder von Nur Jehan, entworfen und erbaut.
Eine Anekdote erzählt von der Eifersucht des Kaisers Shah Jahan beim Anblick eines so reizvollen Gartens, die dazu führte, dass der Garten eine Zeit lang nicht genutzt wurde.
Als Shah Jahan den Garten nach seiner Fertigstellung im Jahr 1633 sah, brachte er seine große Wertschätzung für seine Pracht und Schönheit zum Ausdruck. Es wird angenommen, dass er Asif Khan, seinem Schwiegervater, dreimal seine Freude darüber zum Ausdruck brachte, in der Hoffnung, dass dieser ihm den Garten zum Geschenk machen würde. Da Asif Khan jedoch kein solches Angebot unterbreitete, war Shah Jahan verärgert und ordnete an, die Wasserversorgung des Gartens zu unterbrechen.
Daraufhin war der Garten für einige Zeit verwaist. Asif Khan war verzweifelt und untröstlich; er interessierte sich nicht für den Ablauf der Ereignisse. Als er sich im Schatten eines Baumes auf einer der Terrassen ausruhte, war sein Diener so kühn, die Wasserquelle aus dem Shalimar Bagh aufzudrehen. Als Asif Khan das Rauschen des Wassers und den Betrieb der Springbrunnen hörte, erschrak er und ordnete sofort an, die Wasserzufuhr zu unterbrechen, da er die schlimmste Reaktion des Kaisers für diesen mutwilligen Akt des Ungehorsams befürchtete. Zum Glück für den Diener und den Khan war Schaha Jahan, der von diesem Vorfall im Garten gehört hatte, nicht beunruhigt oder verärgert über die Missachtung seiner Befehle. Stattdessen würdigte er den loyalen Dienst des Dieners an seinem Herrn und übertrug Asif Khan, seinem Premierminister und Schwiegervater, die vollen Rechte zur Wiederherstellung der Wasserversorgung des Gartens.
Die Mogulprinzessin Zuhra Begum, Tochter des Mogulkaisers Alamgir II. und Enkelin des Kaisers Jahandar Shah, wurde in dem Garten beigesetzt.

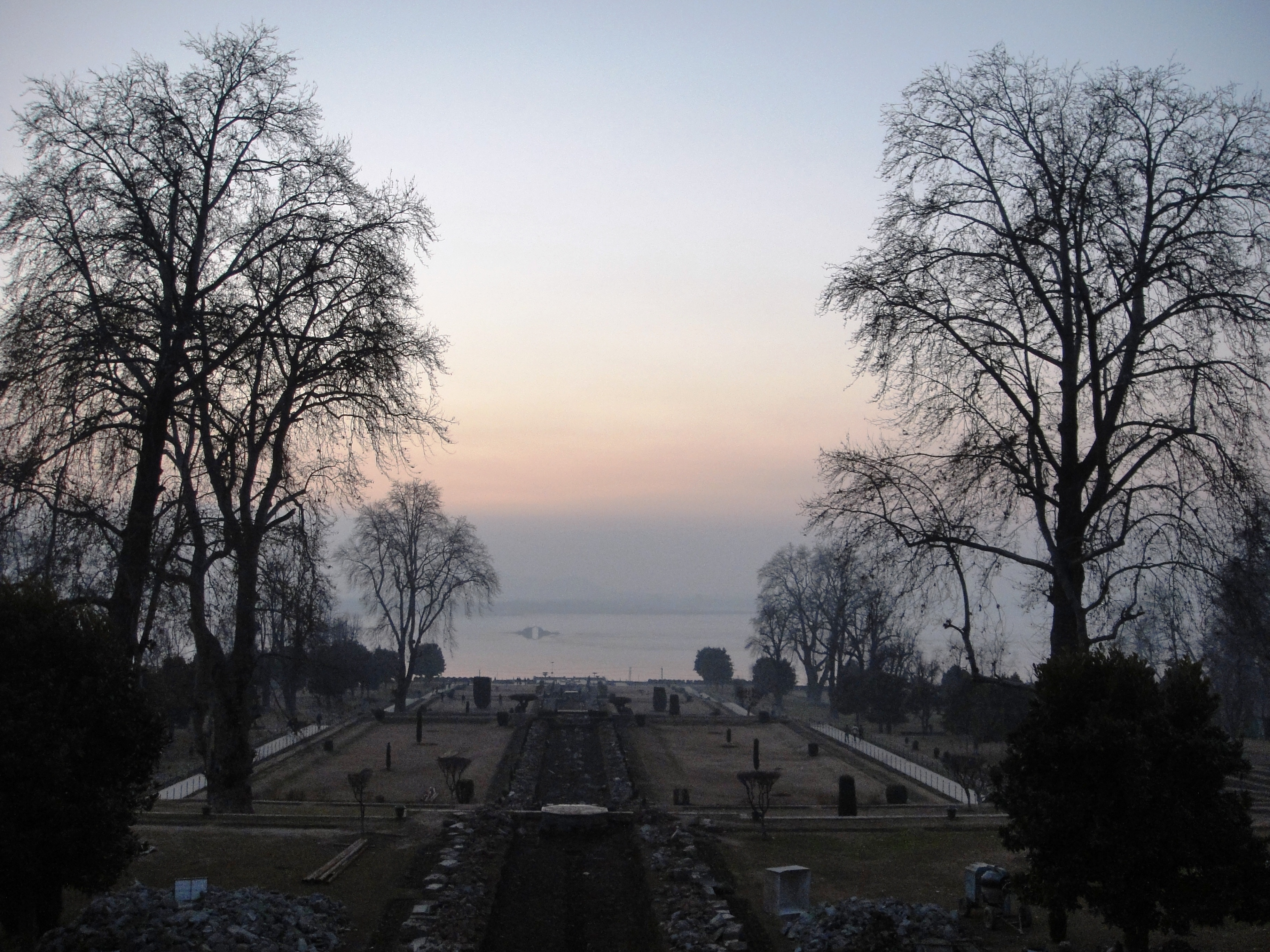
Nishat Bagh – Sonnenuntergang Dal See

## Gartenanlage
Obwohl die Anlage von Nishat Bagh auf dem grundlegenden konzeptionellen Modell der persischen Gärten basierte, musste sie umgestaltet werden, um den topografischen und wasserwirtschaftlichen Gegebenheiten des gewählten Standorts im Kaschmirtal gerecht zu werden. Statt eines zentralen Grundrisses mit vier strahlenförmig verlaufenden Armen in einem quadratischen Muster wie im Fall von Chahar (geeignet für eine flache Landschaft) wurde der Plan in einen axialen Flusslauf umgewandelt, um den Gegebenheiten des Hügels gerecht zu werden, wobei die Wasserquelle am oberen Ende des Hügels entspringt. Dies führte zur Planung eines rechteckigen Grundrisses anstelle eines quadratischen Grundrisses. Dadurch konnte auf die langen Seitenarme verzichtet werden. So wurde ein rechteckiger Grundriss mit einer Ost-West-Länge von 548 Metern und einer Breite von 338 Metern gewählt.

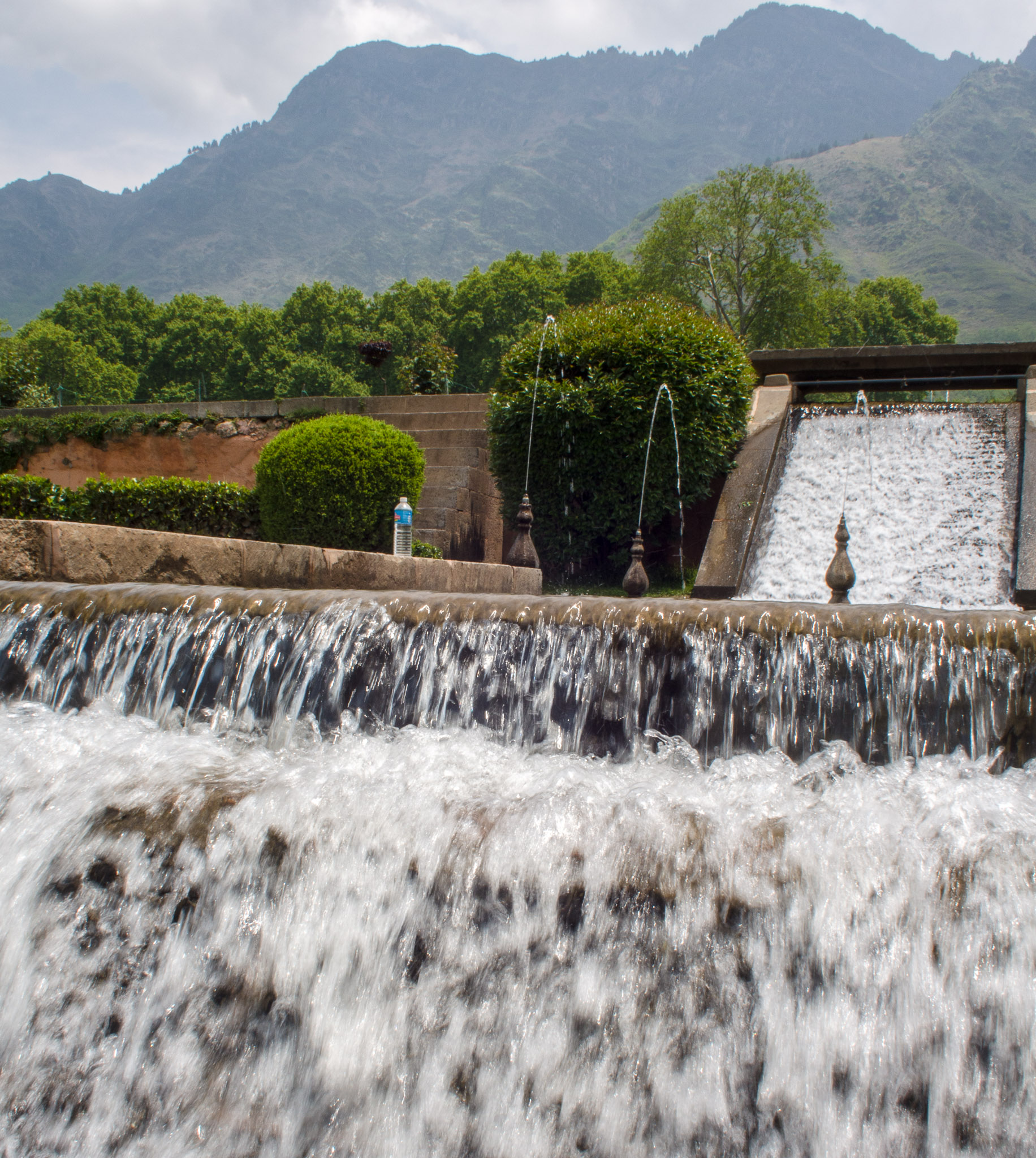
Wasserterrassen – Nishat Bagh

## Architektur
Der heutige Nishat Bagh ist eine breite Kaskade von Terrassen, die von Alleen aus Chinar- und Zypressenbäumen gesäumt wird und vom Seeufer bis zu einer künstlichen Fassade am Ende des Hügels reicht. Sie erhebt sich am Rande des Dal-Sees und besteht aus zwölf Terrassen, die die zwölf Tierkreiszeichen darstellen. Er hat jedoch nur zwei Bereiche, nämlich den öffentlichen Garten und den privaten Garten für die Zanana oder den Harem, im Gegensatz zu den vier Bereichen des Shalimar Bagh; dieser Unterschied wird darauf zurückgeführt, dass der letztere Bagh dem Mogulkaiser diente, während der Nishad Bagh einem Mann seines Hofes, einem Adligen, gehörte.
Es gibt jedoch einige Ähnlichkeiten mit dem Shalimar Bagh, wie z. B. die polierten Steinkanäle und Terrassen. Die Quelle der Wasserversorgung der beiden Gärten ist dieselbe. Die obere Terrasse ist in Ost-West-Richtung angelegt und beherbergt den Zenana-Garten, während die untere Terrasse mit dem Dal-See verbunden ist. In den letzten Jahren ist die unterste Terrasse mit der Zufahrtsstraße verschmolzen. Eine Quelle namens Gopi Thirst versorgt die Gärten mit klarem Wasser. In der Nähe des Bagh befinden sich einige alte Gebäude aus der Mogulzeit.
Der zentrale Kanal, der den Garten vom oberen Ende her durchzieht, ist 4 m breit und hat eine Wassertiefe von 20 cm. Das Wasser fließt in einer Kaskade von der Spitze bis zur ersten Terrasse auf Straßenniveau, die auch vom Dal-See aus durch eine Shikara-Fahrt erreicht werden kann. Der Wasserfluss von einer Terrasse zur nächsten erfolgt über steinerne Rampen, die dem Fluss einen besonderen Glanz verleihen. Auf allen Terrassen sind entlang des Wasserkanals Springbrunnen mit Becken vorhanden. An den Kanalübergängen sind Bänke aufgestellt.
Koordinaten: 34° 7′ 30″ N, 74° 52′ 51,6″ O